# Mermaid Saga
Mermaid Saga (Japanska: 人魚シリーズ, Ningyo Shirīzu) är en mangaserie av Rumiko Takahashi. Två berättelser ur serien, "Mermaid Forest" och "Mermaid's Scar" har blivit OVA-filmer. Alla berättelserna utom en har även blivit en animeserie, som har 13 avsnitt.

## Handling
Enligt en traditionell japansk sägnen blir den som äter köttet från en sjöjungfru odödlig. I Mermaid Saga dör många som äter köttet, eller så förvandlas de till fiskliknande monster. Mangans huvudkaraktärer Yuta och Mana har båda ätit sjöjungfrukött och överlevt, vilket gör dem odödliga. Yuta har levt i flera hundra år och söker efter ett botemedel, så att han kan bli dödlig igen. I sin jakt på detta stöter han på Mana. Efter att han räddar henne från en säker död i den by där hon vuxit upp, reser de tillsammans genom Japan och möter andra vars liv har påverkats av sjöjungfrur och deras kött.